# Chuck Pagano
Charles D. Pagano, detto Chuck (Boulder, 2 ottobre 1960), è un ex giocatore di football americano e allenatore di football americano statunitense nella NFL, al college giocò a football con la Wyoming University.
Il fratello minore John è anch'egli un allenatore professionista ed ex giocatore universitario.

## Carriera professionistica come allenatore
Nel 2001 iniziò la sua carriera NFL con i Cleveland Browns nel ruolo di allenatore delle secondary fino al 2004.
Nel 2005 passò agli Oakland Raiders come allenatore dei defensive back rimanendovi fino alla stagione 2007.
Nel 2008 passò ai Baltimore Ravens come allenatore delle secondary e poi nel 2011 come coordinatore della difesa.
Il 25 gennaio 2012 assunse il ruolo di capo-allenatore degli Indianapolis Colts. A causa di una grave malattia dovette saltare le prime 12 partite della stagione regolare; venne eliminato ai playoff al Wild Card Game contro i Baltimore Ravens. Nel 2013 chiuse con 11 vittorie e 5 sconfitte. Fu licenziato dopo la stagione 2017.
Dal 2019 svolge il ruolo di coordinatore della difesa per i Chicago Bears.

## Palmarès
- AFC South division: 2

Indianapolis Colts: 2013, 2014

## Record come capo-allenatore
| Squadra | Anno   | Stagione regolare | Stagione regolare | Stagione regolare | Stagione regolare | Stagione regolare                                      | Playoff | Playoff | Playoff                                                  |
| Squadra | Anno   | Vinte             | Perse             | Pareggiate        | Posizione         | Risultato                                              | Vinte   | Perse   | Risultato                                                |
| ------- | ------ | ----------------- | ----------------- | ----------------- | ----------------- | ------------------------------------------------------ | ------- | ------- | -------------------------------------------------------- |
| IND     | 2012   | 2                 | 2                 | 0                 | 2° AFC South      | allenò solo nelle ultime 4 partite per problemi fisici | 0       | 1       | Uscito al Wild Card Game contro i Baltimore Ravens       |
| IIND    | 2013   | 11                | 5                 | 0                 | 1° AFC South      | -                                                      | 1       | 1       | Uscito nel Divisional Game contro i New England Patriots |
| Totale  | Totale | 13                | 7                 | 0                 | -                 | -                                                      | 1       | 1       | -                                                        |